# Gentianella pyrostelium
Gentianella pyrostelium är en gentianaväxtart som beskrevs av J.S.Pringle. Gentianella pyrostelium ingår i släktet gentianellor, och familjen gentianaväxter. Inga underarter finns listade i Catalogue of Life.